# Lanistes ovum
Lanistes ovum là một loài ốc nước ngọt với một nắp, an African apple snail, là động vật chân bụng sống dưới nước động vật thân mềm thuộc họ Ampullariidae.
This species of snail is widely có ở Botswana, Congo, Chad, Ghana, Cameroon, Gambia, Angola, Namibia, Niger, Nigeria, Tanzania, Mozambique, Zimbabwe and South Africa.
|  |  |

## Môi trường sống
These snails có ở an altitude of khoảng 0 and 920 m (3,018 foot).